# Haven Coleman

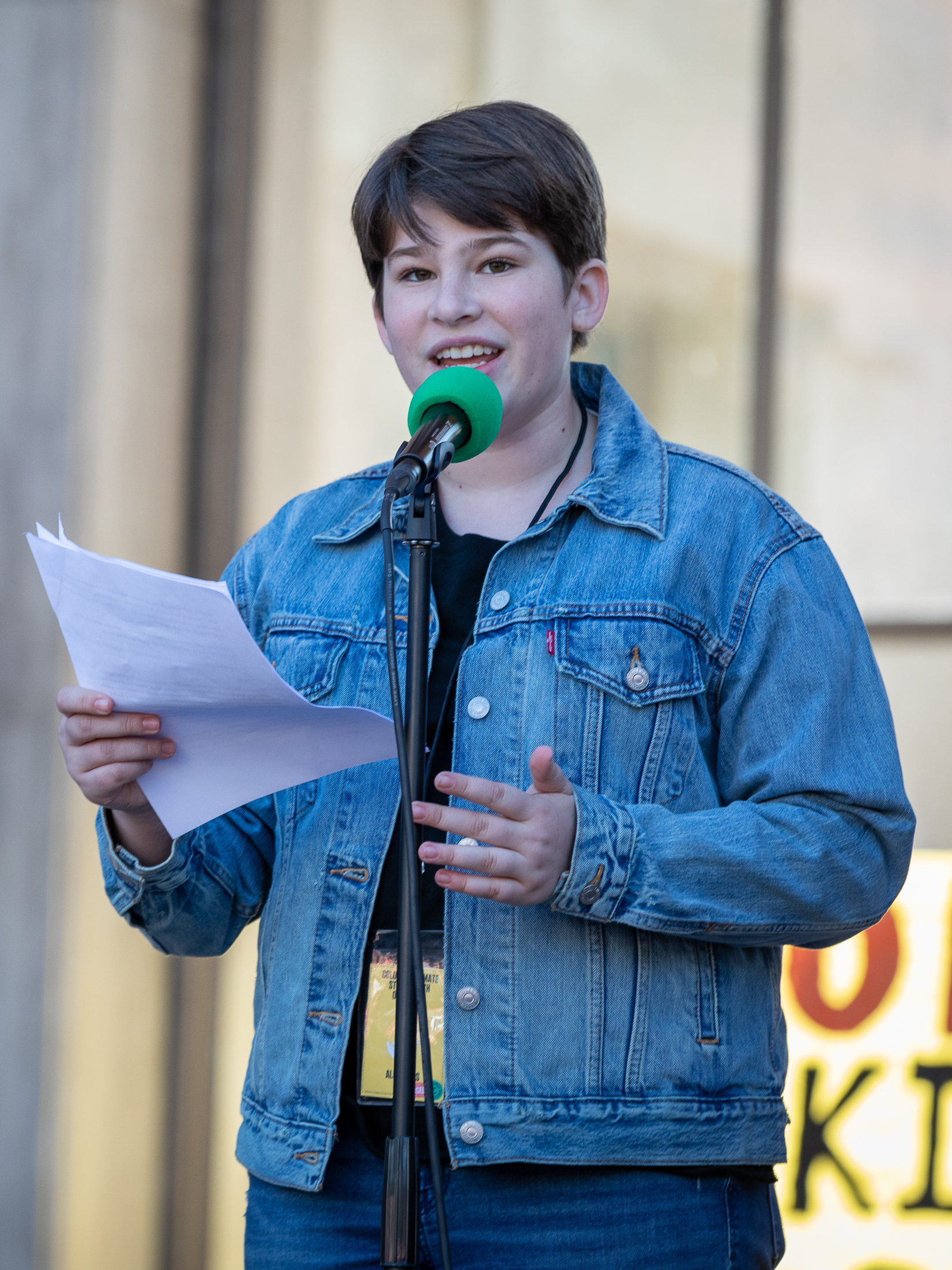
Haven Coleman, 2019

Haven Coleman (nascida a 29 de março de 2006) é uma activista ambiental e climática norte-americana. Ela é cofundadora e co-directora executiva da US Youth Climate Strike; a organização sem fins lucrativos foca-se na consciencialização e na exigência de acções em relação à crise climática. Ela estabeleceu a organização juntamente com os jovens activistas Alexandria Villaseñor e Isra Hirsi. Ela também escreve para o Bulletin of the Atomic Scientists.
Haven Coleman vive em Denver, Colorado. Ela é uma estudante das Escolas Públicas de Denver.